# Acanthocreagris
Acanthocreagris är ett släkte av spindeldjur. Acanthocreagris ingår i familjen helplåtklokrypare.

## Dottertaxa tillAcanthocreagris, i alfabetisk ordning[1]
- Acanthocreagris aelleni
- Acanthocreagris agazzii
- Acanthocreagris anatolica
- Acanthocreagris apulica
- Acanthocreagris balcanica
- Acanthocreagris balearica
- Acanthocreagris barcinonensis
- Acanthocreagris beieri
- Acanthocreagris callaticola
- Acanthocreagris cantabrica
- Acanthocreagris caspica
- Acanthocreagris corcyraea
- Acanthocreagris corsa
- Acanthocreagris focarilei
- Acanthocreagris gallica
- Acanthocreagris granulata
- Acanthocreagris iranica
- Acanthocreagris italica
- Acanthocreagris lanzai
- Acanthocreagris leucadia
- Acanthocreagris lucifuga
- Acanthocreagris ludiviri
- Acanthocreagris lycaonis
- Acanthocreagris mahnerti
- Acanthocreagris microphthalma
- Acanthocreagris multispinosa
- Acanthocreagris myops
- Acanthocreagris nemoralis
- Acanthocreagris obtusa
- Acanthocreagris osellai
- Acanthocreagris pyrenaica
- Acanthocreagris redikorzevi
- Acanthocreagris relicta
- Acanthocreagris ressli
- Acanthocreagris ronciformis
- Acanthocreagris ruffoi
- Acanthocreagris sandaliotica
- Acanthocreagris sardoa
- Acanthocreagris serianii
- Acanthocreagris zoiai